# Bataille de Garissi
Invasions persanes en Géorgie
Batailles
- Teleti
- Tbilissi (1524)
- Aghdjakala
- Tbilissi (1541)
- Invasion de 1547
- Invasion de 1551
- Invasion de 1554
- Garissi
- Dighomi
- Samadlo
- Partskhissi
- Invasion de 1614
- Martkopi
- Bataille de Marabda
- Magharo
- Krtsanissi
- Invasion de 1800

Au cours de la bataille de Garissi se sont affrontées les forces géorgiennes et séfévides, autour du village de Garissi (aujourd'hui Tetritskaro), en 1556 ou 1558,; il en résulte une victoire à la Pyrrhus en faveur des Géorgiens.

## Contexte
Ce conflit est une conséquence immédiate de la Paix d'Amasya conclue entre les Ottomans et les Séfévides en 1555. Les deux empires s'étaient octroyé des zones d'influence dans le royaume de Géorgie, alors il est vrai un peu divisé et ébranlé. Les royaumes de Kartli et de Kakhétie, ainsi que la part orientale de la principauté de Samtskhe étaient revenues aux Séfévides qui avaient déjà installé une garnison dans la capitale de Tbilissi. 

## Bataille
Louarsab Ier, l'indomptable roi de Karthli, refusa de reconnaître les termes de l'accord et désirait reconquérir Tbilissi. Une nouvelle expédition perse, la quatrième au cours du règne de Louarsab, fut donc montée. Les forces séfévides, le Qizilbash, placées par le Shah Tahmasp Ier sous le commandement du Shāhverdī Khān Ziyādoghlū Qājār, beylerbey de Gandja, entra donc dans le Karthli en 1556 ou 1558. Louarsab et son fils Simon firent face aux envahisseurs à Garissi. Dans une bataille confuse, les Géorgiens parvinrent à battre l'armée perse, mais Louarsab mourut dans l'affaire,.

## Sources
- (en) Cet article est partiellement ou en totalité issu de l’article de Wikipédia en anglais intitulé « Battle of Garisi » (voir la liste des auteurs).